# Sabine Wilke
Sabine Wilke (* 21. Juli 1957) ist eine deutsche Germanistin.

## Leben
Sie studierte an der Universität Mainz (1979–1982), University of Arizona (1978–1979 DAAD) und Universität Würzburg (1976–1978). Sie erwarb das Staatsexamen 1982 (Deutsch, Englisch, Pädagogik) an der Universität Mainz und ebenda den Dr. phil. 1986 (Deutsch, Englisch) bei Bruno Hillebrand. Seit 1997 ist sie Professorin für Deutsch an der University of Washington.

## Schriften (Auswahl)
- Zur Dialektik von Exposition und Darstellung. Ansätze zu einer Kritik der Arbeiten Martin Heideggers, Theodor W. Adornos und Jacques Derridas. Frankfurt am Main 1988, ISBN 0-8204-0766-6.
- Poetische Strukturen der Moderne. Zeitgenössische Literatur zwischen alter und neuer Mythologie. Stuttgart 1992, ISBN 3-476-00819-3.
- Dialektik und Geschlecht. Feministische Schreibpraxis in der Gegenwartsliteratur. Tübingen 1996, ISBN 3-86057-203-2.
- Masochismus und Kolonialismus. Literatur, Film und Pädagogik. Tübingen 2007, ISBN 3-86057-052-8.